# Joel Fan

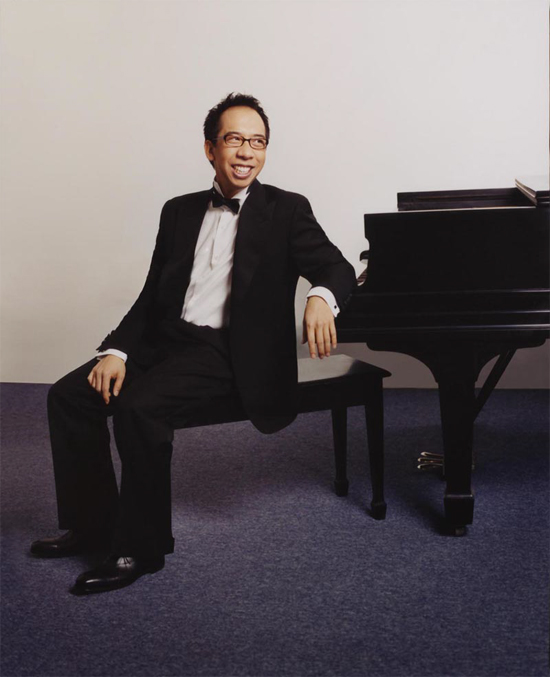
Joel Fan

Joel Fan (* 29. Juli 1969 in New York City) ist ein US-amerikanischer Pianist.

## Leben
Joel Fan, Sohn taiwanesischer Einwanderer, debütierte als Pianist elfjährig mit dem New York Philharmonic Orchestra als Gewinner der Young People’s Concert Auditions des Orchesters. Er war an der Pre-College Division der Juilliard School of Music Schüler von Katherine Parker und Martin Canin, studierte an der Harvard University bei Leon Kirchner und am Peabody Conservatory bei Leon Fleisher.
Fan gewann den ersten Preis beim Internationalen Busoni-Wettbewerb und den Chopinpreis der Kosciuzko-Stiftung. Er trat als Solist u. a. mit dem New York Philharmonic Orchestra, dem Royal Stockholm Philharmonic Orchestra, der London Sinfonietta, dem Singapore Symphony Orchestra und dem Odessa Philharmonic Orchestra und unter Leitung von Dirigenten wie David Zinman, Alan Gilbert, Zubin Mehta, David Alan Miller, Gustav Meier und David Robertson auf. Als Mitglied von Yo-Yo Mas Silk Road Ensemble trat er u. a. in der Carnegie Hall in New York, im Kennedy Center in Washington D.C. und in Concertgebouw in Amsterdam, in der Fernsehsendung Good Morning America und der Late Show with David Letterman auf.
Sein Debütalbum World Keys, auf dem Fan neben Kompositionen von Sergei Prokofjew, Franz Liszt und Robert Schumann auch Werke von Halim El-Dabh, Ahmed Adnan Saygun, Peteris Vasks, Dia Succari, Peter Sculthorpe und Qigang Chen einspielte, erreichte den dritten Platz des Billboard Classical Chart. 2009 erschien sein zweites Album West of the Sun mit Kompositionen Ernesto Nazareths, Alberto Ginasteras, Heitor Villa-Lobos’ und Astor Piazzollas, Amy Beachs, William Bolcoms und Samuel Barbers, das ebenfalls in die Top Ten des Billboard Classical Chart kam.